# ويلهلم ليمان
ويلهلم ليمان (بالألمانية: Wilhelm Lehmann) (و. 1882 – 1968 م) هو مؤلف، وكاتب ألماني، ولد في فنزويلا، كان عضوًا في الحزب النازي، توفي في إكرنفورده، عن عمر يناهز 86 عاماً.

## جوائز وترشيحات
حصل على جوائز منها:
جوائز
- الجائزة التذكارية لشيلر [الإنجليزية]‏ (1959)

ترشيحات
- جائزة نوبل في الأدب (1960)

ترشح لـ:
جائزة نوبل في الأدب (1960).

## روابط خارجية
- ويلهلم ليمان على موقع مونزينجر (الألمانية)
- ويلهلم ليمان على موقع ميوزك برينز (الإنجليزية)
- ويلهلم ليمان على موقع ديسكوغز (الإنجليزية)